# Bobří vrch
Bobří vrch (740 m n.p.m., niem. Bieberstein) – góra w północno-zachodnich Czechach, w Sudetach Środkowych, w Górach Kamiennych, w paśmie Gór Suchych (cz. Javoří hory).
Wzniesienie położone w Sudetach Środkowych, w Górach Kamiennych, we wschodniej części pasma Gór Suchych, w bocznym grzbieciku, odchodzącym ku południowemu zachodowi od Leszczyńca, przechodzącym przez Červeną horu i zakończonym wzniesieniem Dlouhý vrch. Od szczytu Bobřiego vrchu odchodzi jeszcze podrzędny grzbiecik z kulminacją noszącą nazwę Růžek. Na zachód od wzniesienia znajduje się miejscowość Janovičky, a na południe Rožmitál (dawniej wieś, obecnie część Broumova). Bobří vrch znajduje się w Obszarze Chronionego Krajobrazu Broumovsko.
Jest to wzniesienie zbudowane z permskich skał wylewnych - melafirów (andezytów) i   tufów melafirowych (andezytowych), należących do północno-wschodniego skrzydła niecki śródsudeckiej.
Szczyt porośnięty w dolnej części lasem świerkowym regla dolnego, pod wierzchołkiem buczyną z domieszką jawora. W rejonie źródlisk wystąpienia śnieżyczki. Południowe zbocze objęte jest przez rezerwat przyrody Přírodní rezervace Bobří vrch.

## Turystyka
Przez przełęcz U Trojice prowadzi szlak turystyczny:
- żółty – szlak prowadzący z miejscowości Rožmitál przez Janovičky na Przełęcz pod Czarnochem